# 起源謬誤
起源謬誤（genetic fallacy）或基因謬誤是一種不相干的謬誤，係針對論述的起源攻擊，而非針對該論述本身攻擊。例如攻擊提出論證的人、攻擊某論證起於落後的年代、根據某個字詞的詞源斷言其意義等等。

## 例子
例一

甲：「嘉南大圳造福了台灣西南部地區，使當地的農業生產力大增」

乙：「別忘了嘉南大圳是日據時代的產物，而設計嘉南大圳的人八田與一是大日本帝國軍國主義的支持者，崇拜一個軍國主義者搞出來的東西，說明了你根本是個皇民。」

乙認為甲不該贊同嘉南大圳，但他的論述是嘉南大圳起源自日本軍國主義支持者八田與一，而不是從事實和學理來說明為何嘉南大圳不該受激賞；另外乙在後半段稱甲是「皇民』這點可能涉及人身攻擊。
例二

「Ben（Ben Barres）今天的演講真的很棒，不過他的研究實在比他作為女生的妹妹（Barbara Barres）好太多了。」

起源自女生的研究不表示比起源自男生的研究差，這除了訴諸起源外，亦為訴諸性別；況且Ben和Barbara其實是同一人。
例三

甲：「這句『女子無才便是德』根本是歧視女性的用語，希望大家以後不要再使用。」

乙：「但『女子無才便是德』本來的意義不是歧視女性，而是勸女子要以德行為主，不要忘了原文的上句是『男子有德便是才』。」

乙藉由聲稱「女子無才便是德」在最一開始時並無歧視女性的意思這點來試圖辯駁甲的說法。

## 參照
1. ↑  .   [2022-02-13]. （原始内容存档于2022-02-13）.